# Ildar Garifulin
Ildar Garifulin –en ruso, Ильдар Гарифуллин– (Ufá, URSS, 27 de mayo de 1963-Ufá, 22 de mayo de 2023) fue un deportista soviético que compitió en esquí en la modalidad de combinada nórdica. Ganó una medalla de bronce en el Campeonato Mundial de Esquí Nórdico de 1984, en la prueba por equipo.

## Palmarés internacional
| Campeonato Mundial | Campeonato Mundial    | Campeonato Mundial | Campeonato Mundial        |
| Año                | Lugar                 | Medalla            | Prueba                    |
| ------------------ | --------------------- | ------------------ | ------------------------- |
| 1984               | Rovaniemi (Finlandia) | Medalla de bronce  | TN + 3 × 10 km por equipo |